# Wohn- und Wirtschaftsgebäude Feldstraße 16
Das Wohn- und Wirtschaftsgebäude Feldstraße 16 am Ende einer Stichstraße am Ortsrand in der niedersächsischen Gemeinde Hechthausen, Samtgemeinde Hemmoor, im Landkreis Cuxhaven, stammt aus der Mitte des 19. Jahrhunderts.
Aktuell (2024) wird es als Wohnhaus genutzt.
Das Gebäude steht unter Denkmalschutz (siehe auch Liste der Baudenkmale in Hechthausen).

## Geschichte und Beschreibung
Hechthausen wurde 1233 als Hekethusen zum ersten Mal erwähnt. Die Adelsfamilie Marschalck im Erzbistum Bremen wurde erstmals 1142 genannt, war in Cranenburg ansässig und besaß später mehrere Rittergüter in der Region, u. a. den Geesthof mit dem 1895 abgerissenen Schloss, Rittergut Hutloh, Gut Ovelgönne und Gut Laumühlen.
Das eingeschossige kleine freistehende Gebäude als Zweiständer-Hallenhaus mit Walmdach in Backstein und im Wirtschaftsgiebel in Fachwerk mit Steinausfachungen und mit einer neuen verglasten Türanlage mit geradem Abschluss, den zwei ehemaligen Stalltüren, entstand 1719 und war als Kutscherhaus des Guts der Familie Marschalck bekannt. Es wurde 1805 (Inschrift) aus Kleinwörden auf die Ostewiesen am linken Ufer der mittleren Oste versetzt und später zum Wohnhaus umgebaut, die Außenwände sind massiv ersetzt.
Das Landesdenkmalamt befand u. a.: „… Das als Kutscherhaus bekannte Gebäude gehörte zum ehemaligen Gut Marschalck …“